# Sjarhej Jaskovič
Sjarhej Ivanavič Jaskovič (in bielorusso Сяргей Іванавіч Ясковіч?, in russo Сергей Иванович Яскович?, Sergej Ivanovič Jaskovič; Minsk, 14 gennaio 1972) è un ex calciatore bielorusso, di ruolo difensore.

## Carriera

### Club
Dopo aver giocato con numerose squadre di club, nel 2006 si trasferì all'Aktobe, dove chiuse la carriera nello stesso anno.

### Nazionale
Conta 31 presenze con la nazionale bielorussa.

## Palmarès

### Club

#### Competizioni nazionali
- Campionato bielorusso: 5

Dinamo Minsk: 1992, 1994, 1995, 1996, 1997
- Coppa di Bielorussia: 2

Dinamo Minsk: 1992, 1994